# Ermanno II di Colonia
Ermanno II (995 circa – Colonia, 11 febbraio 1056) fu arcivescovo di Colonia e cardinale dal 1036 alla morte.

## Biografia

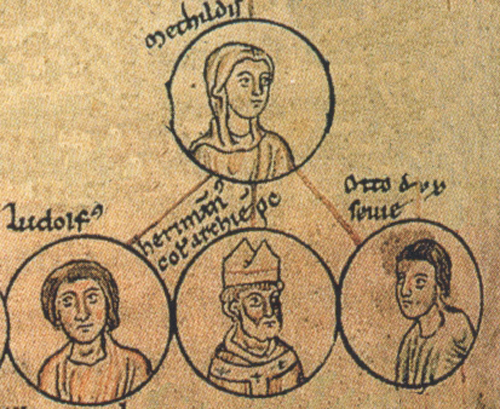
Ermanno con sua madre Matilda e i suoi fratelli Liudolfo e Ottone nella Chronica sancti Pantaleonis.

Era figlio del conte palatino di Lotaringia Azzo (955-1043) e di Matilde di Germania (979-1025), una figlia dell'imperatore Ottone II e la sua consorte Teofano. Era un membro della dinastia degli Azzoni. Il fratello minore di Ermanno, Ottone, divenne duca di Svevia nel 1045; tra le sue sorelle c'erano Richeza, che sposò il re polacco Mieszko II Lambert e Teofano, badessa di Essen.
Papa Benedetto IX lo introdusse nel collegio cardinalizio intorno al 1036 e nello stesso anno l'imperatore della dinastia salica Corrado II lo nominò arcivescovo e concesse importanti privilegi alla chiesa di Colonia. Ermanno accompagnò Corrado nella sua campagna italiana e rimase fedele al suo successore Enrico III. Nel 1049 ricevette papa Leone IX a Colonia e nel 1051 consacrò il duomo di Goslar. La sua claritas generis gli permise di battezzare e incoronare il figlio dell'imperatore, Enrico IV, un privilegio contestato dall'arcivescovo di Magonza di Luitpoldo I. Ermanno sostenne anche l'imperatore durante la rivolta guidata da suo nipote e duca della dinastia degli Azzoni Corrado I di Baviera.

In qualità di arcivescovo di Colonia, fu arcicancelliere del regno d'Italia ed è anche citato come protettore dell'abbazia di Brauweiler (1053). Progettò la ricostruzione la cattedrale di Colonia, prendendo a modello la basilica di san Pietro a Roma. Lui e sua sorella Ida fecero costruire la chiesa romanica di Santa Maria in Campidoglio a partire dal 1040 circa, seguendo il modello della basilica di Santa Maria Maggiore. 

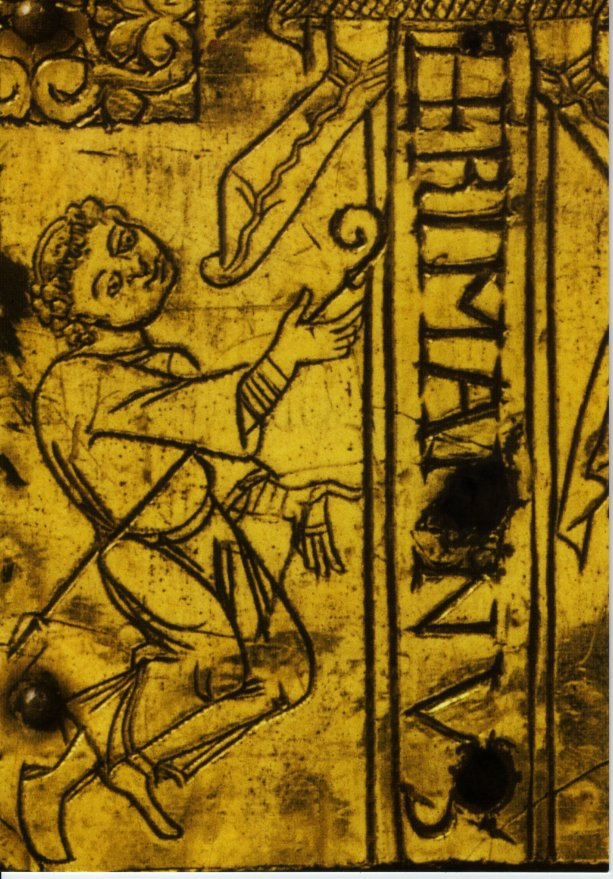
Dettaglio da una croce processionale dell'XI secolo (Hermann-Ida-Kreuz), museo Kolumba

L'arcivescovo Ermanno II morì a Colonia ed è sepolto nella cattedrale di Colonia. Nel XIII secolo, l'attuale città rumena di Sibiu ricevette il suo nome tedesco, Hermannstadt, probabilmente in suo onore.

## Ascendenza
|                         |                      |                         | Genitori               |  |  | Nonni |  |  | Bisnonni                   |  |  | Trisnonni |  |
|                         |                      |                         |                        |  |  |       |  |  | Erenfredo II di Lotaringia |  |  | …         |  |
|                         |                      |                         |                        |  |  |       |  |  | Erenfredo II di Lotaringia |  |  | …         |  |
|                         |                      | …                       |                        |  |  |       |  |  | Erenfredo II di Lotaringia |  |  |           |  |
| Ermanno I di Lotaringia |                      |                         |                        |  |  |       |  |  | Erenfredo II di Lotaringia |  |  |           |  |
|                         |                      | Richwara di Zulpichgau  | …                      |  |  |       |  |  |                            |  |  |           |  |
|                         |                      | Richwara di Zulpichgau  | …                      |  |  |       |  |  |                            |  |  |           |  |
|                         |                      | Richwara di Zulpichgau  | …                      |  |  |       |  |  |                            |  |  |           |  |
| Azzo di Lotaringia      |                      | Richwara di Zulpichgau  |                        |  |  |       |  |  |                            |  |  |           |  |
|                         |                      | Hucbald II di Dillingen | …                      |  |  |       |  |  |                            |  |  |           |  |
|                         |                      | Hucbald II di Dillingen | …                      |  |  |       |  |  |                            |  |  |           |  |
|                         |                      | Hucbald II di Dillingen | …                      |  |  |       |  |  |                            |  |  |           |  |
| Heylwig di Dillingen    |                      | Hucbald II di Dillingen |                        |  |  |       |  |  |                            |  |  |           |  |
|                         |                      | Dietbirg di Svevia      | …                      |  |  |       |  |  |                            |  |  |           |  |
|                         |                      | Dietbirg di Svevia      | …                      |  |  |       |  |  |                            |  |  |           |  |
|                         |                      | Dietbirg di Svevia      | …                      |  |  |       |  |  |                            |  |  |           |  |
| Ermanno II di Colonia   |                      | Dietbirg di Svevia      |                        |  |  |       |  |  |                            |  |  |           |  |
|                         | Ottone I di Sassonia | Enrico I di Sassonia    |                        |  |  |       |  |  |                            |  |  |           |  |
|                         | Ottone I di Sassonia | Enrico I di Sassonia    |                        |  |  |       |  |  |                            |  |  |           |  |
|                         | Ottone I di Sassonia | Matilde di Ringelheim   |                        |  |  |       |  |  |                            |  |  |           |  |
| Ottone II di Sassonia   | Ottone I di Sassonia |                         |                        |  |  |       |  |  |                            |  |  |           |  |
|                         |                      | Adelaide di Borgogna    | Rodolfo II di Borgogna |  |  |       |  |  |                            |  |  |           |  |
|                         |                      | Adelaide di Borgogna    | Rodolfo II di Borgogna |  |  |       |  |  |                            |  |  |           |  |
|                         |                      | Adelaide di Borgogna    | Berta di Svevia        |  |  |       |  |  |                            |  |  |           |  |
| Matilde di Germania     |                      | Adelaide di Borgogna    |                        |  |  |       |  |  |                            |  |  |           |  |
|                         |                      | Costantino Skleros      | …                      |  |  |       |  |  |                            |  |  |           |  |
|                         |                      | Costantino Skleros      | …                      |  |  |       |  |  |                            |  |  |           |  |
|                         |                      | Costantino Skleros      | …                      |  |  |       |  |  |                            |  |  |           |  |
| Teofano                 |                      | Costantino Skleros      |                        |  |  |       |  |  |                            |  |  |           |  |
|                         |                      | Sofia Foca              | Leone II Foca          |  |  |       |  |  |                            |  |  |           |  |
|                         |                      | Sofia Foca              | Leone II Foca          |  |  |       |  |  |                            |  |  |           |  |
|                         |                      | Sofia Foca              | …                      |  |  |       |  |  |                            |  |  |           |  |
|                         |                      | Sofia Foca              |                        |  |  |       |  |  |                            |  |  |           |  |